# Magnus Andreasson (handbollsspelare)
Carl Magnus Andreasson, född 17 augusti 1982 i Skövde, är en svensk handbollstränare och handbollsspelare (vänstersexa). Andreasson var lagkapten när Alingsås HK tog klubbens första SM-guld 2009.

## Klubbar
- HK Guldkroken (–2003)
- Önnereds HK (2003–2007)
- Alingsås HK (2007–2011)
- HK Guldkroken (2011–?)

## Tränaruppdrag
- Kärra HF (2016–?)

## Meriter
- SM-guld 2009 med Alingsås HK